# Poisson volant commun
Exocoetus volitans
Espèce
Synonymes
- Exocaetus commersonnii Lacepède, 1803[1]
- Exocaetus commersonnii Lacépède, 1803[2]
- Exocaetus volans Solander, 1846[1] [2]
- Exocaetus volitans Linnaeus, 1758[1] [2]
- Exocetus volitans Linnaeus, 1758[1] [3] [2]
- Exocoetus commersonii Lacepède, 1803[1] [3]
- Exocoetus commersonii Lacépède, 1803[2]
- Exocoetus commersonnii Lacepède, 1803[1] [3]
- Exocoetus commersonnii Lacépède, 1803[2]
- Exocoetus evolans Linnaeus, 1766[1] [3] [2]
- Exocoetus volans Solander, 1846[1] [3] [2]
- Exocoetus volitans vagabundus Whitley, 1937[1] [3] [2]
- Halocypselus evolans (Linnaeus, 1766)[1] [3] [2]
- Halocypselus mesogaster Weinland, 1858[1]

Statut de conservation UICN

 LC  : Préoccupation mineure
Le poisson volant commun ou exocet commun (Exocoetus volitans) est une espèce de poissons des mers chaudes de la famille des Exocoetidae.
Comme tous les poissons volants, ses nageoires pectorales sont très développées ce qui lui permet de sauter hors de l'eau et de planer plusieurs mètres pour échapper à un prédateur.

## Répartition
Exocoetus volitans est certainement le poisson volant le plus commun. Cette espèce se rencontre dans les eaux tropicales de tous les océans où la température varie entre 20 et 29 °C. Elle vit à une profondeur maximale de 20 m.

## Description
La taille maximale connue pour Exocoetus volitans est de 30 cm avec une taille moyenne 20 cm. Cette espèce se nourrit principalement de crustacés et de plancton et vit en banc. Elle a pour prédateurs l'espadon, les thons ainsi que d'autres espèces pélagiques de grande taille. C'est une espèce ovipare.

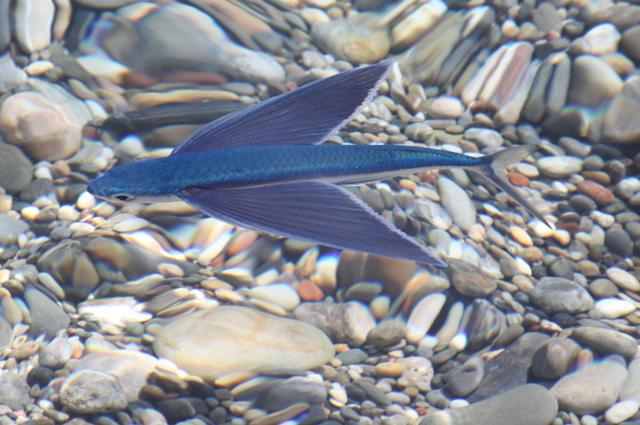
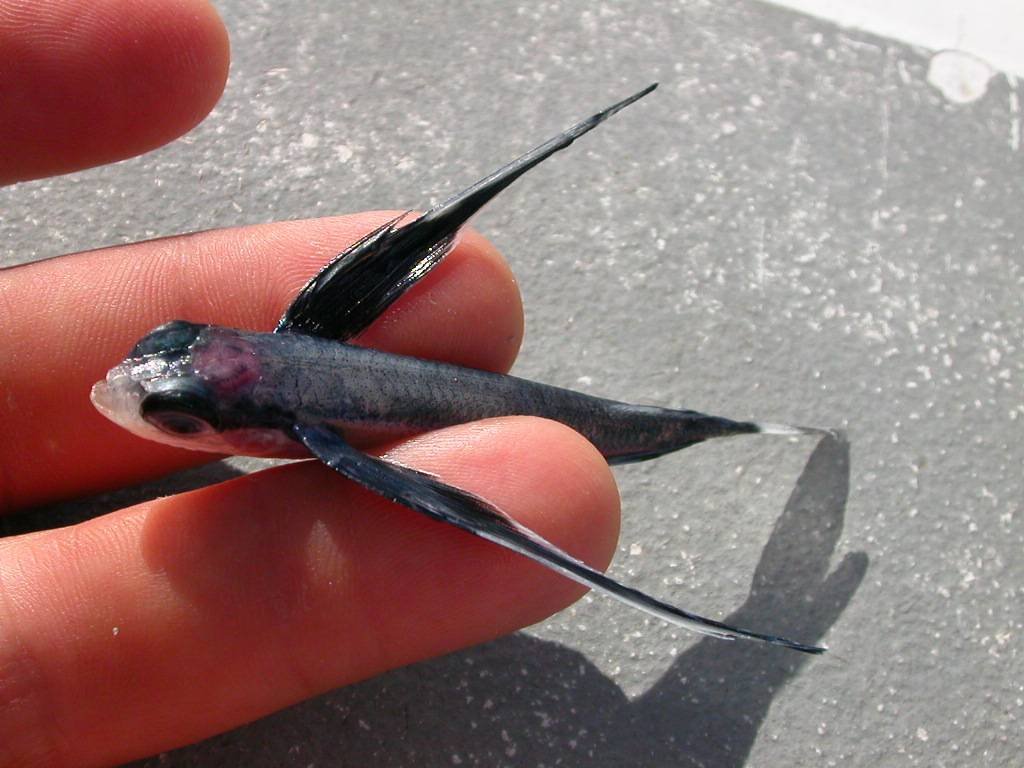
Exocoetus volitans de l'océan Atlantique.
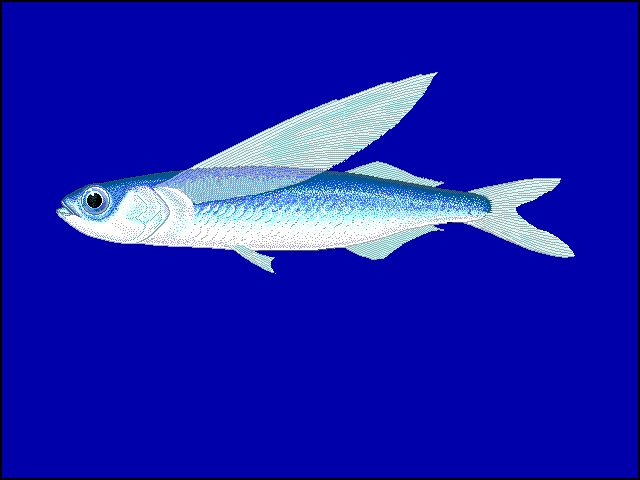
Schéma